# Cape Canaveral Air Force Station 37. indítóállás
A 37. indítóállás (angolul Launch Complex 37, vagy LC-37) a Cape Canaveral Air Force Station egyik rakétaindító-helye volt 1961 és 1972 között, amikor a Saturn rakétacsalád kisebb méretű tagjainak, a Saturn I és a Saturn IB rakétáknak az indítását végezték innen (és párhuzamosan a hasonló céllal épült 34. indítóállásból) az Apollo-program keretében. A startkomplexum két indítóállásból, az LC–37A-ból és az LC–37B-ből állt, amelyből az előbbi egységet sohasem használták, míg az utóbbiról startoltak előbb a Satun I rakéták 1964-65-ben, majd a Saturn IB-k 1966-68 között. Összesen 8 startot végeztek el rajta, amelyek közül a legemlékezetesebb volt az Apollo–5 startja, amelyben a holdkompot tesztelték először, automata üzemmódban.
A létesítményt inaktív állományba helyezték 1972-ben, ám 2001-ben ismét szolgálatba helyezték és egy felújítást követően a United Lauch Alliance használta Delta IV rakéták indítására. 
A starthely érdekessége, hogy a két indítóasztalt egy közös mobil ellátótorony szolgálta ki, amely így szimultán indításra nem volt alkalmas, de az infrastruktúra egyszerűsödött a megoldás által.

## Története

### Építése
Az indítóállás kvázi biztonsági tartalékként született meg. A szükségességének első ötlete 1959-ben merült fel a Hall Bizottság tanulmányában, amely felvetette, hogy egy startbaleset során bekövetkező robbanás egy évre is használhatatlanná teheti az LC–34-et, így a Saturn rakéták, illetve az Apollo-program eszközeinek kipróbálása késést szenvedhet, ami veszélybe sodorhatja az oroszokkal vívott verseny állását. A feltételek felmérése 1960 januárjában kezdődött, amikor két NASA vezető, Kurt Debus és Eberhard Rees között erről megindult a levelezés. Az elsődleges nehézséget az jelentette, hogy a kiválasztott terület Cape Canaveralen a kevésbé infrastrukturálisan fejlesztett részek között volt, így eléggé megdrágította a beruházást. hogy előbb áram és vízellátást kellett biztosítani.
A 34. indítóállás tervezési és részben kivitelezési tapasztalatai alapján a tartalék indítóállás azonban nem a helyettesítendő eredeti létesítmény lemásolásával készült, hanem önálló dizájnt kapott. A felmerülő szempontok között a következő kérdésekre keresték a választ:
- mobil, vagy fix kiszolgáló szerkezetek kellenek?
- híddarut, vagy lábakon álló emelőszerkezetet alkalmazzanak?
- a szél ellen valamilyen szélárnyékolót, vagy pedig a rakéta szélterhelését a kiszolgálló szerkezetre való átadását válasszák?
- nyitott, vagy zárt platformokat alakítsanak ki?
- a startasztal a kiemelkedjen-e a földfelszín fölé, vagy lesüllyesszék azt?
- összecsukható, vagy fix indítótornyot építsenek?[1]

A dizájn kérdésekre adott válaszok nyomán meg is született a koncepció: beton alapokon álló acélszerkezetű fix kiszolgáló szerkezet épült, lábakon álló darut kapott a létesítmény, a szél ellen egyfajta silóba bújtatták az épülő rakétát és a 34-essel ellentétben acélszerkezetből épült platformot építettek, amely ki is jelölte a másik probléma magoldását, a Cape Canaveral-i bizonytalan altalaj miatt nem süllyesztették a földbe a lángterelő árkot, hanem kiemelték a felszín fölé és végül egy a szeleknek ellenálló, fix indítótornyot építettek, mivel a csatlakozások biztonságát is ez szolgálta jobban.
1960 nyaráig az összes tervezési kérdés megválaszolásra került és kialakult egy koncepció, amely az LC–34-hez képest kissé eltérő létesítményt eredményezett. 1960 augusztusában felvetődött az újabb kérdés – a felbocsátást végző csapat kereste meg Wernher von Braunt – hogy nem lenne-e célszerű a komplexumot két indítóállásosra bővíteni. Ennek az volt az előnye, hogy nemcsak a Saturn I és IB rakétákat, hanem a még csak koncepció formában létező Saturn C2-t is kiszolgálhatták volna és a két rakétaindítás közötti időt az egyharmadára csökkenthették általa. Egy rövid vezetői levelezést követően megszületett a döntés, a 37-es indítókomplexum kap egy 37A és egy 37B indítóállást is. Ezt követte egy újabb megfontolás: megjelent egy tanulmány az Atlas-Centaur rakéták indításának lángcsóva karakterisztikájáról és ennek nyomán merült fel a kérdés, hogy a hidrogén-oxigén hajtás még ismeretlen hatásai miatt tegyék távolabb egymástól a két indítóasztalt. Emiatt előbb 183 méterrel, később 365 méterrel nyújtották meg a távolságot az „A” és „B” között.
1961 márciusában kiírták a kivitelezésre a meghívásos tendert, majd egy hónap múltán elkezdték a tereprendezési munkálatokat. Elsőként aztán a 37B-re hirdettek tendergyőztest, aki 1962 márciusában kezdhetett neki az építésnek. 1963. augusztus 7-én átadták a 37B-t, majd tíz nap múlva, 1963. augusztus 17-én elkészült a 37A is. Érdekesség volt, hogy a két indítóállvány saját indítótornyokat kapott, míg a rakétaépítéshez szükséges ellátótoronyból csak egy épült, amelyet síneken lehetett mozgatni hol az egyik, hol a másik álláshoz, ez a szerkezet közös volt, amely ugyan szimultán indítást nem tett lehetővé, ám az indításközöket így is drasztikusan lerövidítette (amíg az egyik állában végzett indítás után magát az állást rendbe hozták a rakéta okozta károsodások miatt, addig a másikon már javában készíthették fel a következő hordozóeszközt a startra).
1963 augusztusában pedig megtörtént a NASA részéről a két állás műszaki átvétele is.

### Indítások az LC–37-ről

#### Saturn I indítások

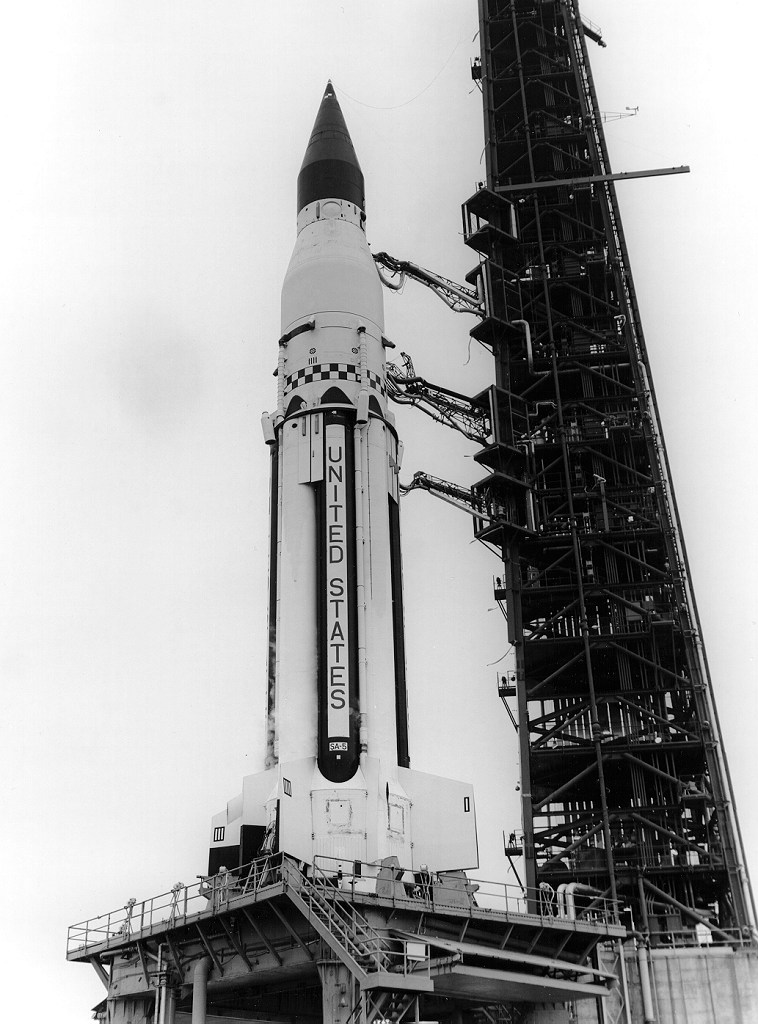
Az indítóállás első rakétája, az SA–5 várja a startot

A tartalék indítóállás debütálása után azonnal át is tették a Saturn I rakéták operációját az új létesítményre és a négy korábbi, ezzel a rakétával végzett tesztindítás után még további 6 alkalommal végezték a rakéta tesztjeit innen. Első alkalommal 1964. január 29-én indult innen rakéta, amikor a legkisebb Saturn rakéta második, S–IV jelű fokozatát próbálták ki valós körülmények között, amely sikerrel járt, így a Saturn rakétacsaládnál alkalmazott, forradalmi hidrogén-oxigén hajtás is zöld utat kapott az Apollo-programban. Második alkalommal 1964 májusában indult útnak az SA–5 jelű tesztrepülés, amelyen a leendő Apollo űrhajó egy működőképtelen tesztmakettje, amellyel először végeztek orbitális repülést az Apollo-program során. Harmadik alkalommal pedig ezt a repülést ismételték meg egy újabb tesztmakett (SA–6 jellel) Föld körüli pályára bocsátásával.
A Saturn I három következő startja egyfajta hibrid megoldás jelentett, ami a célokat illeti. Ezen startoknál nem csak az Apollo-program, hanem a Pegasus–program is helyet követelt magának, mivel a rakéta az egyébként az Apollo űrhajón alapuló Pegasus A, B és C műholdat vitte Föld körüli pályára, hogy azok az alacsony Föld körüli pályán megfigyelhető mikrometeoroid becsapódásokat figyeljék meg. Az utolsó startra 1965. július 30-án került sor.
| Dátum                | Hordozóeszköz | Hasznos teher                      | Repülés/Feladat | Megjegyzés                                                      |
| -------------------- | ------------- | ---------------------------------- | --------------- | --------------------------------------------------------------- |
| 1964. január 29.     | Saturn I      | nincs                              | SA-5            | Az első működőképes S-IV második fokozat                        |
| 1964. május 28.      | Saturn I      | BP-13 tesztmakett CSM              | A-101 (SA-6)    | Az első CSM tesztmakett                                         |
| 1964. szeptember 18. | Saturn I      | BP-15 tesztmakett CSM              | A-102 (SA-7)    |                                                                 |
| 1965. február 16.    | Saturn I      | Pegasus A és BP-16 tesztmakett CSM | A-103 (SA-9)    | Pegasus műhold a mikrometeoroidok becsapódásának megfigyelésére |
| 1965. május 25.      | Saturn I      | Pegasus B és BP-26 tesztmakett CSM | A-104 (SA-8)    |                                                                 |
| 1965. július 30.     | Saturn I      | Pegasus C és BP-9A tesztmakett CSM | A-105 (SA-10)   |                                                                 |

#### Saturn IB indítások

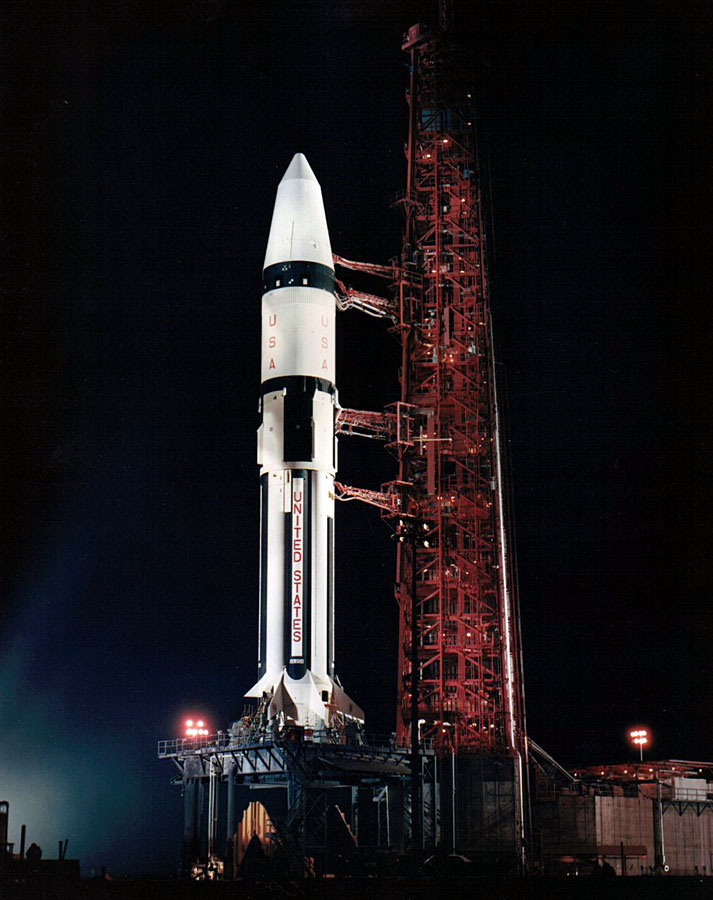
Az első holdkomp az Apollo–5-ön a startasztalon

A tizedik Saturn I indításával a rakétatípus használata teljesen befejeződött, mivel a NASA a továbbfejlesztett második fokozat, az S–IVB további alkalmazása és így a továbbfejlesztett rakéta, az Saturn IB alkalmazása mellett döntött. A továbbiakban más csak az új rakétatípus repüléseire került sor. Elsőként 1966. július 5-én a rakéta harmadik repülésén az S–IVB tesztjét valósították meg, hasznos teher nélkül, amelynek során a rakétafokozat Föld körüli pályára állt. A második és egyben utolsó használatakor az indítóállás az egész Apollo–program egyik legnagyobb mérföldkövének számító, a holdkomp első tesztrepülésének indításában vett részt, amely sikerrel végződött és utat nyitott a LOR koncepción alapuló Holdra szállások előtt.
| Dátum            | Hordozóeszköz | Hasznos teher | Repülés/Feladat | Megjegyzés                        |
| ---------------- | ------------- | ------------- | --------------- | --------------------------------- |
| 1966. július 5.  | Saturn IB     | nincs         | AS-203          | Az új S-IVB fokozat tesztje       |
| 1968. január 22. | Saturn IB     | LM-1          | Apollo–5        | Az első holdkomp automata tesztje |

### Ideiglenes nyugdíjazása
Amikor a NASA áttért az Apollo-programban a Saturn V rakéták alkalmazására és egyben felhagyott a Saturn IB-k startjaival, sorsára hagyta mind az LC–37-et, mind az LC–34-et. Később ugyan a Skylab-program, majd a Szojuz–Apollo-program során bocsátottak még fel Saturn IB rakétákat, ám ahhoz inkább az LC–39B-t használták, annak kisebb átalakításával, így az indítóállás pusztulásnak is indult. 1969. január 1-jén a NASA deaktiválta a 37-es indítóállást. 1972 áprilisában pedig elbontották az indítóállás bontható részeit (a megerősített betonalapok a helyükön maradtak). 1973 novemberében pedig a NASA visszaadta az indítóállást a US Air Force-nak.

## Az indítóállás újjászületése

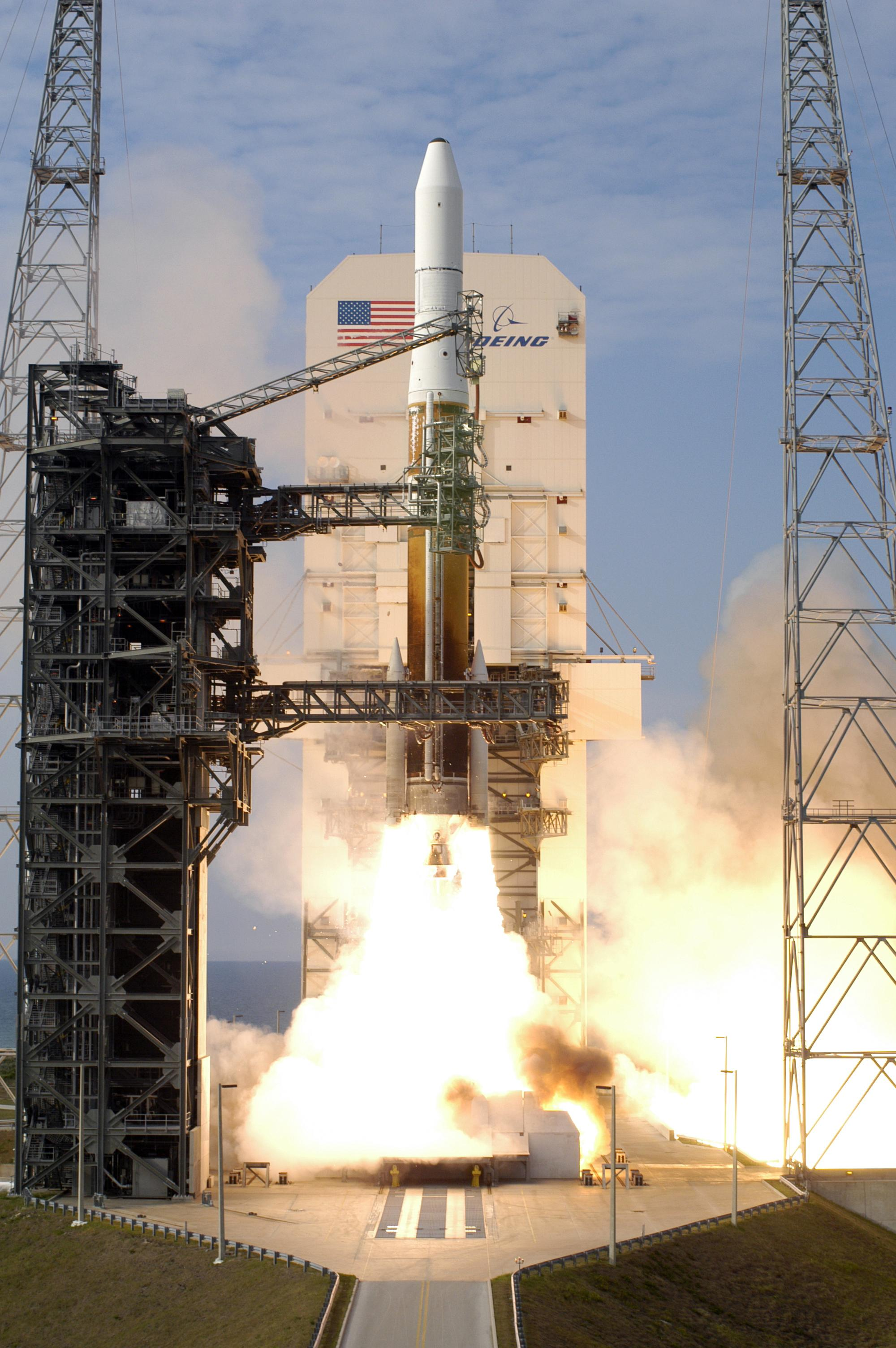
Delta IV rakéta indul az újjáélesztett LC–37-ről 2006-ban

1998. január 8-án a Boeing jogot szerzett arra, hogy az általa fejlesztendő Továbbfejlesztett egyszer felhasználható hordozórakéta (Evolved Expandable Launch Vehicle – EELV) műveleteihez az LC–37B-t használhassa. 1999 augusztusában A Floridai Űrkikötő Hatóság megbízásából elkezdték egy új létesítmény, a Vízszintes összeillesztő műhely (Horizontal Integration Facility – HIF) építését, amelynek átadására 2000 júniusában került sor. Mindeközben 2000 márciusában a Raytheon épített egy 110 méter magas új mobil kiszolgálótornyot, amely a Delta IV rakéták követelményeinek felelt meg. A műveletek befejezését követően a Boeing lízingbe vette a létesítményt és lehetővé vált a Delta IV rakéták (mind a közepes Delta IV, mind pedig a Delta IV Heavy) indítása Cape Canaveralról.
A változtatásokkal egy időben az LC–37 új jelölést, SLC–37 (Space Launch Complex – 37. Űr indítókomplexum) kapott.
Az első közepes Delta IV indítására 2002. november 20-án, míg az első Delta IV Heavy startjára 2004. december 21-én került sor.
Az utolsó változást a kezelő személyében bekövetkezett csere jelentette, a Boeinget napjainkra felváltotta a United Launch Alliance amely többféle Delta és Atlas hordozórakéta üzemeltetését végzi a Lockheed Martin és a Boeing közös vállalataként.